# 3Tre Bresciana
La Tre Giorni Ciclistica Bresciana (già 3Tre Bresciana) era una corsa a tappe maschile di ciclismo su strada riservata alla categoria Juniores (ciclisti di 17 e 18 anni), tenutasi con cadenza annuale nella provincia di Brescia, in Italia, dal 1980 al 2018.
Organizzata dal Velo Club Rinascita Brescia di Concesio prima, e dal G.S. Otelli Aspiratori di Sarezzo poi, la prova conta fra i vincitori ciclisti poi affermatisi nel professionismo come Paolo Savoldelli (1991), Damiano Cunego (1998), Damiano Caruso (2005) e Diego Ulissi (2006, 2007).

## Albo d'oro
Aggiornato all'edizione 2018.
| Anno                            | Vincitore                  | Secondo             | Terzo                |
| 3Tre Bresciana                  | 3Tre Bresciana             | 3Tre Bresciana      | 3Tre Bresciana       |
| ------------------------------- | -------------------------- | ------------------- | -------------------- |
| 1980                            | Maurizio Conti             | Tullio Cortinovis   | Davide Meggiolaro    |
| 1981                            | Stefano Tomasini           | Lelio Cassettari    | Giuseppe Manenti     |
| 1982                            | Claudio Antonioli          | Alberto Elli        | Rodolfo Massi        |
| 1983                            | Orlando Dal Molin          | Lucio Vecchiato     | Claudio Topini       |
| 1984                            | Thomas Brändli             | Mario Chiesa        | Philips Perakis      |
| 1985                            | Alberto Passera            | Stefano Merola      | Enrico Zaina         |
| 1986                            | Gabriele Valentini         | Massimo Masciocchi  | Simone Stanzial      |
| 1987                            | Massimo Zanoletti          | Didier Priem        | Laurent Dufaux       |
| 1988                            | Marco Milesi               | Giuseppe Guerini    | Franco Zanetti       |
| 1989                            | Alexander Ernst Von Dolgow | William Mendini     | Gilberto Simoni      |
| 1990                            | Claudio Rambaldini         | Stefano Casagrande  | Stava Rover          |
| 1991                            | Paolo Savoldelli           | Marco Gili          | Mirko Vazzoler       |
| 1992                            | Igor Soloviev              | Marco Velo          | Aleksandr Zatgarnij  |
| 1993                            | Aleksej Bjakov             | Simone Pontara      | Alessio Bongioni     |
| 1995                            | Dmitrij Dement'ev          | Dmitrij Gaynetdinov | Joshua Collingwood   |
| 1996                            | Giancarlo Ginestri         | Jonathan McCormack  | Francesco Cipolletta |
| 1997                            | Andrea Sartori             | Darko Mrvar         | Giovanni Vietri      |
| 1998                            | Damiano Cunego             | Patrick Sinkewitz   | Paolo D'Ambrogio     |
| 1999                            | Alexandru Sabalin          | Damiano Cunego      | Ruslan Kajunov       |
| 2000                            | Vladimir Gusev             | Aleksandr Arekeev   | Mauro Facci          |
| 2001                            | Francesco Gavazzi          | Luca Conati         | Emanuele Biondi      |
| 2002                            | Ivan Santaromita           | Francesco Gavazzi   | Leonardo Moser       |
| 2003                            | Luca D'Osvaldi             | Michele Gaia        | Clément Lhotellerie  |
| 2004                            | Simone Ponzi               | Marco Corti         | Matteo Montanari     |
| 2005                            | Damiano Caruso             | Filippo Gusmeroli   | Mirko Battaglini     |
| 2006                            | Diego Ulissi               | Omar Lombardi       | Enrico Magazzini     |
| 2007                            | Diego Ulissi               | Omar Lombardi       | Enrico Battaglin     |
| 2008                            | Francesco Manuel Bongiorno | Matteo Draperi      | Federico Rizza       |
| 2009                            | Francesco Sedaboni         | Andrea Toniatti     | Giacomo Berlato      |
| 2010                            | Luca Chirico               | Mirko Trosino       | Davide Formolo       |
| 2011                            | Valerio Conti              | Davide Martinelli   | Simone Petilli       |
| 2012                            | non disputata              | non disputata       | non disputata        |
| Tre Giorni Ciclistica Bresciana |                            |                     |                      |
| 2013                            | Lorenzo Rota               | Pietro Andreoletti  | Alessandro Fedeli    |
| 2014                            | Alessio Battistin          | Nikola Colic        | Matteo Sobrero       |
| 2015                            | Daniel Savini              | Michel Piccot       | Simone Zandomeneghi  |
| 2016-2017                       | non disputata              | non disputata       | non disputata        |
| 2018                            | Nicolò Parisini            | Pasquale Lamanna    | Francesco Galimberti |